# Marcorignan
Marcorignan – miejscowość i gmina we Francji, w regionie Oksytania, w departamencie Aude. W pobliżu miejscowości rzeka Orbieu uchodzi do Aude. 
Według danych na rok 1990 gminę zamieszkiwały 954 osoby, a gęstość zaludnienia wynosiła 169 osób/km² (wśród 1545 gmin Langwedocji-Roussillon Marcorignan plasuje się na 356. miejscu pod względem liczby ludności, natomiast pod względem powierzchni na miejscu 982.).